# تومی پویکولاینن
تومی پویکولاینن (انگلیسی: Tomi Poikolainen؛ زادهٔ ۲۷ دسامبر ۱۹۶۱) کماندار اهل فنلاند بود.
وی در مسابقات کشوری و بین‌المللی در مجموع برندهٔ ۳ مدال طلا، ۵ مدال نقره، ۵ مدال برنز شده‌است.